# ブルームフォンテーン・セルティックFC
ブルームフォンテーン・セルティックFC（英: Bloemfontein Celtic Football Club）は、南アフリカ共和国フリーステイト州ブルームフォンテーンにホームを置くサッカークラブである。
1969年にマンガウング・ユナイテッドFC(Mangaung United Football Club)として創設された。1984年、実業家のペトロス・モレメラがクラブを買い取り、名前をブルームフォンテーン・セルティック（セルティックFCにちなむ）に改めた。2000-01シーズンのPSLで17位となり、ファースト・ディヴィジョン（2部）に降格した。 降格後の2001年11月、モレメラは自身が保有する株式を元セルティック選手のジミーことデメトリ・オーゴースティに売却した。2003-04シーズンにファースト・ディヴィジョン（2部）で優勝し、トップリーグであるPSLへの復帰を決めた。 その後、2005年にSAAスーパー8、2007年にテルコム・チャリティカップで優勝をおさめた。

## タイトル
- ファーストディヴィジョン：1回
  - 2003-04

- ネドバンク・カップ：1回
  - 1985

- リーグカップ：1回
  - 2012

- MTN 8：1回
  - 2005

- テルコム・チャリティカップ：1回
  - 2007